# L'Égalité
Pour les articles homonymes, voir Égalité.
Pour l’article homonyme, voir L'Égalité (périodique tunisien).
Pour l’article ayant un titre homophone, voir Légalité.
L'Égalité est un quotidien socialiste français publié entre 1889 et 1891.

## Histoire
En août 1888, le Cri du peuple traverse une crise profonde, avec le départ de Séverine et la faillite de la société anonyme qui publiait le journal. Il est racheté le 14 août pour seulement 5 000 francs par un certain M. Enchéry, qui n'est en réalité que l'homme de paille d'Ernest Vaughan, administrateur de L'Intransigeant, le journal du polémiste boulangiste Henri Rochefort. En effet, Enchéry revend le titre à Vaughan moins de quinze jours plus tard. Les créanciers du Cri ayant été lésés par cette opération, la vente est annulée le 7 décembre par le tribunal de commerce de la Seine, qui ordonne la restitution des biens du journal au syndic de la faillite.
La rédaction du Cri, alors dominée par les blanquistes du Comité révolutionnaire central (avec Édouard Vaillant pour directeur politique et Ernest Granger pour rédacteur en chef), perd ainsi le droit de continuer l'exploitation du quotidien. Elle annonce donc le 7 février 1889 qu'elle fusionne avec la rédaction de L'Homme libre et qu'elle passe tout entière à un « journal de concentration socialiste » dirigé par Jules Roques, directeur du Courrier français.
Le nouveau journal, baptisé L'Égalité, est lancé le 8 février 1889. Son comité de rédaction représente la variété des courants socialistes non-possibilistes, car il comprend les blanquistes Vaillant et Granger, les marxistes Jules Guesde et Paul Lafargue, le socialiste indépendant Benoît Malon, le radical boulangiste Louis Fiaux ainsi que les conseillers municipaux radicaux-socialistes Daumas, Charles Longuet et Alfred Breuillé (secrétaire de la rédaction). Ce comité démissionne cependant moins d'un moins plus tard, par protestation contre la gestion de Roques, qui a réalisé des économies d'impression en employant des femmes en dessous des tarifs établis par les ouvriers typographes syndiqués. Le départ du comité de rédaction est plus ou moins compensé par l'arrivée de collaborateurs réguliers du Courrier français.
Au cours de l'été 1889, le poste de secrétaire de la rédaction est confié à Michel Zévaco, qui impulse une ligne éditoriale proche de l'anarchisme. La rédaction comprend notamment Auguste Chirac, Emmanuel Chauvière, Lucien Perrin et Zéphirin Camélinat.
En avril 1890, Zévaco signe un texte outrancièrement agressif à l'encontre du ministre de l'Intérieur Ernest Constans et publie un article d’Émile Couret appelant le peuple à se débarrasser de ses oppresseurs à l'occasion du 1er mai. Inculpé de « provocations au meurtre » et de « crime contre la sûreté de l’État », Zévaco est condamné le 8 avril à quatre mois de prison et 1 000 francs d'amende. Le gérant du journal, Cailhava, écope de la même amende et de trois mois de prison, tandis que Couret, qui a fait défaut, est condamné à quinze mois de détention et 3 000 francs d'amende. Le 24 avril, après le rejet de son pourvoi en cassation, Zévaco est arrêté sans ménagement aux bureaux du journal, situés au no 12 de la rue Paul-Lelong.
Le 28 avril 1891, Zévaco prétend avoir démasqué un agent de la Sûreté qui avait pour mission de corrompre L’Égalité et publie les aveux de cet agent, mentionnant les noms de plusieurs autres « mouchards ». Cet article vaudra à Zévaco et au gérant du journal, Émile-Nicolas Odin, une condamnation pour diffamation.
L’Égalité cesse de paraître en octobre 1891.